# DAT (програма)
Dat — це інструмент розповсюдження даних з функцією контролю версій для відстеження змін та публікації наборів даних. В основному використовується науковцями для обміну даними, але його можна використовувати для відстеження змін у будь-якому наборі даних. Фактично є різновидом системи збереження даних за змістом. Як розподілена система керування версіями Dat забезпечує швидкість, простоту, безпеку та підтримку розподілених, нелінійних робочих процесів.. 
Dat був створений Максом Огденом (Max Ogden) у 2013 році для уніфікації командної роботи аналітиків із набором даних при внесенні в нього змін, редагуванні.
Для розповсюдження теки, вона має бути включена в Dat. В цьому випадку в ній створюється підтека .dat, де система зберігає метадані про файли теки та відслідковує зміни. Коли ви ділитись файлами, то Dat розсилає або запрошує зміни безпосередньо на вузли, з якими ця тека синхронізується.
Завдяки вбудованому механізму відслідкування версій, Dat може синхронізувати теку в будь-який час, а також після тривалої відсутності зв'язку. 